# Xã Keene, Quận Adams, Illinois
Xã Keene (tiếng Anh: Keene Township) là một xã thuộc quận Adams, tiểu bang Illinois, Hoa Kỳ. Năm 2010, dân số của xã này là 604 người.